# 632-es busz
A 632-es számú elővárosi autóbusz Bugyi és Budapest (Népliget) között közlekedik.

## Története
2017. április 1-jétől megáll az újonnan létesített Taksony, Rukkel-tó megállóhelyen, ugyanakkor a vasútállomást nem érinti.

## Megállóhelyei
| 0                                          | Budapest, Népliget autóbusz-pályaudvar végállomás                      | 62   | 1, 1A 83 254E 607, 608, 626, 628, 629, 630, 631, 633, 635, 636, 650, 653, 654, 655, 656, 657, 659, 660, 661, 679, 705 1080, 1081, 1085, 1087, 1090, 1092, 1094, 1110, 1111, 1113, 1115, 1120, 1121, 1125, 1131, 1134, 1136, 1172, 1173, 1174, 1175, 1176, 1177, 1183, 1184, 1185, 1188, 1189, 1190, 1193, 1194, 1201, 1205, 1212, 1215, 1216, 1229, 1251, 1253, 1254, 1257, 1268 |
| ∫                                          | Budapest, Mester utca / Könyves Kálmán körút (csak leszállás céljából) | 57   | 1, 2B, 51, 51A 281 |
| ∫                                          | Budapest, Közvágóhíd (Kvassay Jenő út) (csak leszállás céljából)       | 56   | 1, 2, 24 54, 55, 179, 223E, 224, 224E, 255E |
| 6                                          | Budapest, Koppány utca (csak felszállás céljából)                      | ∫    | |
| 11                                         | Budapest, Timót utca / Soroksári út                                    | 51   | 224 627, 630, 631, 635, 636, 650, 653, 654, 655, 659, 661 |
| 13                                         | Budapest, Pesterzsébet felső                                           | 49   | 66, 66B, 224, 224E 626, 627, 628, 629, 630, 631, 635, 636, 650, 653, 654, 655, 659, 660, 661 1080, 1110 |
| 15                                         | Budapest, Pesterzsébet vasútállomás                                    | 47   | 66, 66B, 119, 151, 166 630, 631, 635, 636, 650, 653, 654, 655, 659, 661 |
| 17                                         | Budapest, Festékgyár                                                   | 44   | 66, 66B, 66E, 166 627, 630, 631, 635, 636, 650, 653, 654, 655, 659, 661 |
| 20                                         | Budapest, Soroksár, Hősök tere                                         | 42   | 66, 66B, 66E, 135, 166 626, 627, 628, 629, 630, 631, 635, 636, 650, 653, 654, 655, 659, 660, 661 1080, 1110 |
| 22                                         | Budapest, Zsellér dűlő                                                 | 40   | 66, 66B, 66E, 135 626, 627, 628, 629, 630, 631, 635, 636 |
| 24                                         | Budapest, Ócsai úti felüljáró                                          | 38   | 66, 66B, 66E 630, 631, 635, 636 |
| 25                                         | Budapest, Központi raktárak                                            | 37   | 66, 66B, 66E 626, 627, 628, 629, 630, 631, 635, 636 |
| Budapest–Dunaharaszti közigazgatási határa |                                                                        |      | |
| 30                                         | Dunaharaszti elágazás (Némedi út)                                      | 30   | 633, 656, 657, 659 1110, 1111, 1113, 1115 1, 1Y, 2, 3 |
| Dunaharaszti–Taksony közigazgatási határa  |                                                                        |      | |
| ∫                                          | Taksonyi elágazás (M0)                                                 | 23   | 656, 657, 659 |
| 39                                         | Taksony, Rukkel-tó                                                     | 19   | |
| Taksony–Bugyi közigazgatási határa         |                                                                        |      | |
| 42                                         | Felsővány, Állami Gazdaság bejárati út                                 | 17   | |
| (+2)                                       | Felsővány, Állami Gazdaság                                             | (+2) | |
| 43                                         | Nyeső dűlő                                                             | 16   | |
| 45                                         | Ványi úti iskola                                                       | 14   | |
| 47                                         | Alsóványpuszta                                                         | 12   | |
| 48                                         | Végh tanya                                                             | 11   | |
| 50                                         | Bugyi, buckák                                                          | 9    | |
| 51                                         | Bugyi, Állami Gazdaság                                                 | 8    | |
| 52                                         | Bugyi, Piac tér                                                        | 7    | 630, 640, 644, 645 |
| 53                                         | Bugyi, községháza                                                      | 6    | 630, 640, 643, 644, 645 |
| 54                                         | Bugyi, Hatház utca                                                     | 4    | 630, 640, 643, 644, 645 |
| 55                                         | Bugyi, dabasi útelágazás                                               | 2    | 630, 640, 643, 644, 645 |
| 56                                         | Bugyi, Ipari Park végállomás                                           | 0    | 630, 640, 643, 644, 645 |

Felsővány, Állami Gazdaság megállót csak 1-2 menet érinti tanítási napokon.